# خاتم ذكي
الخاتم الذكي هو عبارة عن جهاز إلكتروني يمكن ارتداؤه مع مكونات متنقلة متقدمة تجمع بين ميزات الأجهزة المحمولة والاجهزة المخصصة للاستخدام المحمول.
تتضمن الخواتم الذكية، (التي عادة ما تكون بحجم الحلقات التقليدية أو أكبر أحيانًا) ميزات الجهاز المحمول، ومن أهميتها واستخداماتها هي القدرة على سداد المدفوعات وتخفيف مَشاكل التحكم في الوصول إلى أي مكان، مع الاستخدامات المبتكرة الشائعة مثل التحكم بالإيماءات وتتبع النشاط.
يمكن للخواتم الذكية الاتصال بالهواتف الذكية أو الأجهزة المتوافقة معها (مثل أجهزة الكمبيوتر الشخصية) وذلك من خلال مجموعة متنوعة من التطبيقات والمواقع الإلكترونية. ومن المُمكن أن تعمل بعض الحلقات الذكية دون الحاجة إلى هاتف محمول، مثلًا عند التفاعل مع الأنظمة الخلفية على السحابة من خلال أو أداء وظائف قائمة بذاتها مثل تتبع النشاط. عادةً لاتتضمن أو لا تحتوي على شاشة عرض وتعمل حسب الصلة بالسياق، مثل إجراء الدفع عند مكان الدفع، أو فتح قفل إلكتروني بالقرب من القفل، أو التحكم في الأجهزة المنزلية عند القيام بالإيماءات في المنزل. تحتوي بعض الحلقات الذكية على أزرار مادية أو سعوية لاستخدامها كآلية تشغيل، مثل إجراء مكالمة هاتفية.
في عام 2013 أصدرت شركة ماكلير الإنجليزية، التي أسسها جون ماكلير وكريس ليتش وجوزيف برينسيب، أول حلقة ذكية، وقد تَمَّ عرضها للبيع.

## الاستخدامات
تتمثل إحدى الميزات الرئيسية للحلقات الذكية في العمل كجهاز اتصال قريب المدى، مما يُلغي الحاجة إلى حمل بطاقات الائتمان ومفاتيح الأبواب ومفتاح سيارة [الإنجليزية] وحتى بطاقات الهوية أو رُخَص القيادة. تشمل الاستخدامات الأخرى الاتصال بهاتف ذكي لإعلام المستخدم بالمكالمات الواردة والنصوص ورسائل البريد الإلكتروني وغيرها، وتستخدم كوحدة تحكم من خلال حركات الإيماءات، مما يسمح للمستخدم بأداء مجموعة متنوعة من الإجراءات بحركة بسيطة من اليد؛ وقياس الخطوات والمسافة والنوم ومعدل ضربات القلب وتتبع عدد السعرات الحرارية التي يستهلكها المستخدم.  

### المدفوعات وحجز التذاكر
يمكن للحلقات الذكية إجراء عملية دفع ويمكن كذلك إصدار تذاكر المترو بشكل مشابه للبطاقات اللاتلامسية والبطاقات الذكية والهواتف المحمولة. أمان استخدام هذه الحلقات من خلال المستخدم يساوي الامان الخاص باستخدام البطاقات اللاتلامسية. أول حلقة ذكية تم إنشاؤها كانت تستخدم مدفوعات غير تلامسية كانت حلقة الدفع NFC، والتي تم إنتاجها بكميات كبيرة وتم الكشف عنها في دورة الألعاب الأولمبية الصيفية في ريو دي جانيرو في أغسطس 2016. 

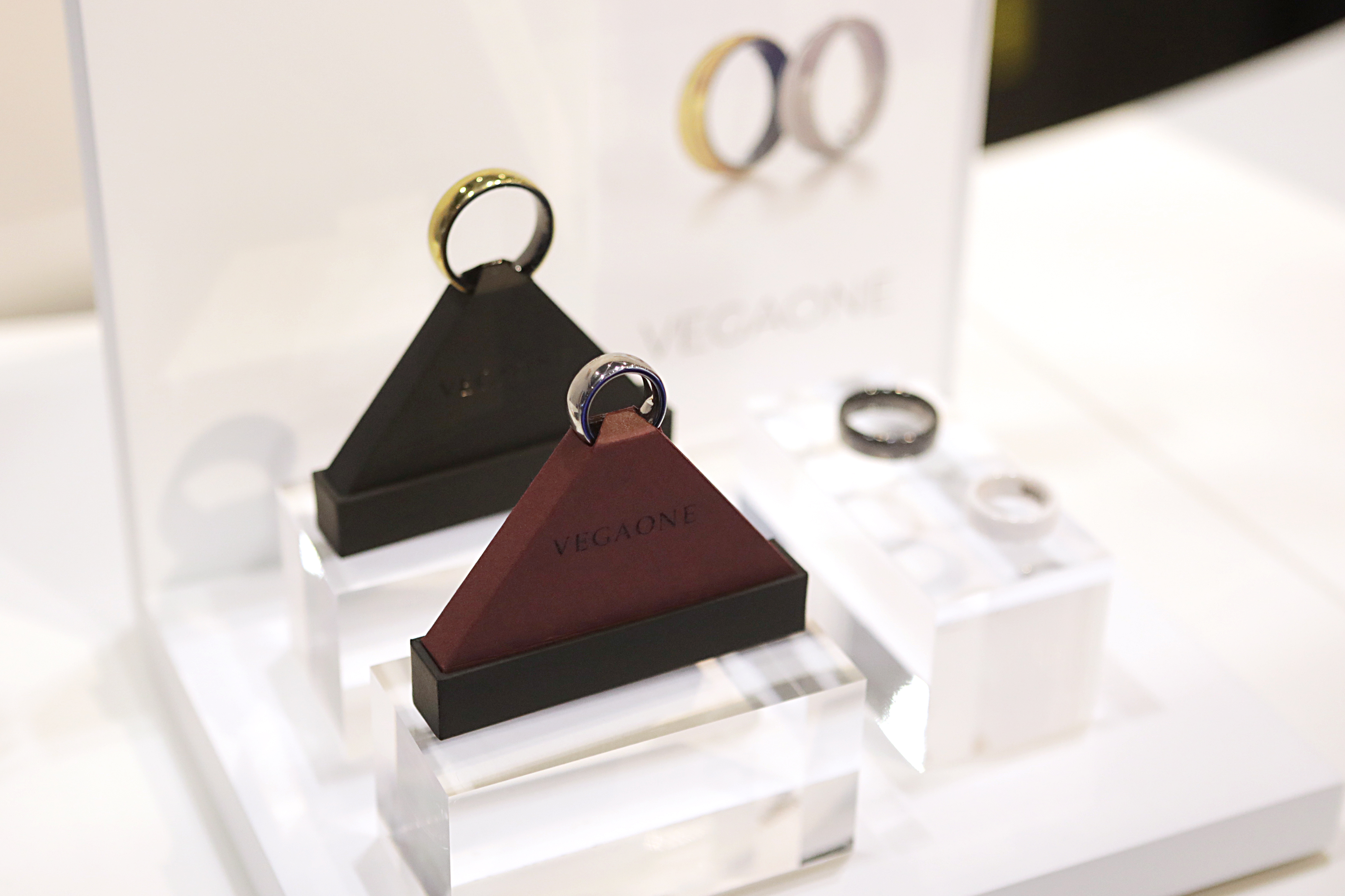
أول حلقة ذكية في العالم تستخدم المدفوعات غير التلامسية، من صنع شركة McLear

### نشاط
تستخدم الحلقات الذكية أجهزة استشعار مُدمجة لتوفير تتبع الحركة والصحة. على سبيل المثال تتبع عدد خطوات السير ونبضات القلب  ويمكن تتبع درجة الحرارة الجسم (من خلال قياس ضربات القلب) وتدفق الدم.  ويسبب الشكل الدائري الذكي فإنهُ يحتوي مساحة كافية لاحتواء نفس مكونات الساعات الذكية. ومع ذلك، ونظرًا لقيود الحجم، تُستخدم المكونات الأصغر عادةً في منتجات الحلقة الذكية الحالية في السوق، مثلاً مقاييس التسارع تكون أصغر وأقل دقة، والبطاريات الأصغر التي تؤدي إلى عمر بطارية أقل من الساعات الذكية. 

### مجال الاتصالات
من خلال استخدام ميكروفون صغير الحَجم، أو التوصيل العظمي (وهو نوع حوسبة)، يمكن لبعض الحلقات الذكية أن تسمح لمن يرتديها بإجراء مكالمات هاتفية، ولاسيمّا أثناء إقرانها بهاتف محمول متوافق.  يمكن للحلقات الذكية أيضًا إخطار مرتديها بالمكالمات والرسائل الواردة، عن طريق الاهتزاز أو الإضاءة. 
بالإضافة إلى ذلك، تسمح بعض الحلقات الذكية لمن يرتديها برؤية نبضات قلب مرتدي الخاتم الذكي الثاني ويشعر بها في الوقت الحقيقي، حيث يتم عرض نبضات القلب على الحلقة بطريقة مماثلة عن طريق الإضاءة والاهتزازات.  تتطلب هذه الحلقات الذكية الاتصال بهاتف ذكي مع بيانات نشطة أو اتصال واي فاي للسماح بنقل البيانات بين حلقتين ذكيتين. الفكرة من وراء هذه الوظيفة هي التقدم في فرضية تُعرف باسم Vena amoris وتكون بمثابة بديل رقمي لخواتم الزفاف أو الخطوبة الكلاسيكية. 